# Batman (stad)
Batman (Koerdisch: Êlih) is een plaats in Zuidoost-Turkije, gelegen aan de rivier de Batman, en hoofdstad van de gelijknamige provincie. In 2024 had deze stad ongeveer 654.528 inwoners. Dicht bij deze plaats ligt Kurtalan, waar een spoorlijn doorheen loopt die tot Istanboel voert. Bij Batman ligt ook een vliegveld. De bevolking is divers voornamelijk bestaande uit Turken, Koerden en Arabieren met een minderheid van Arameeërs en Armenen.

## Geboren
- Metin Tokat (1960), Turks voetbalscheidsrechter

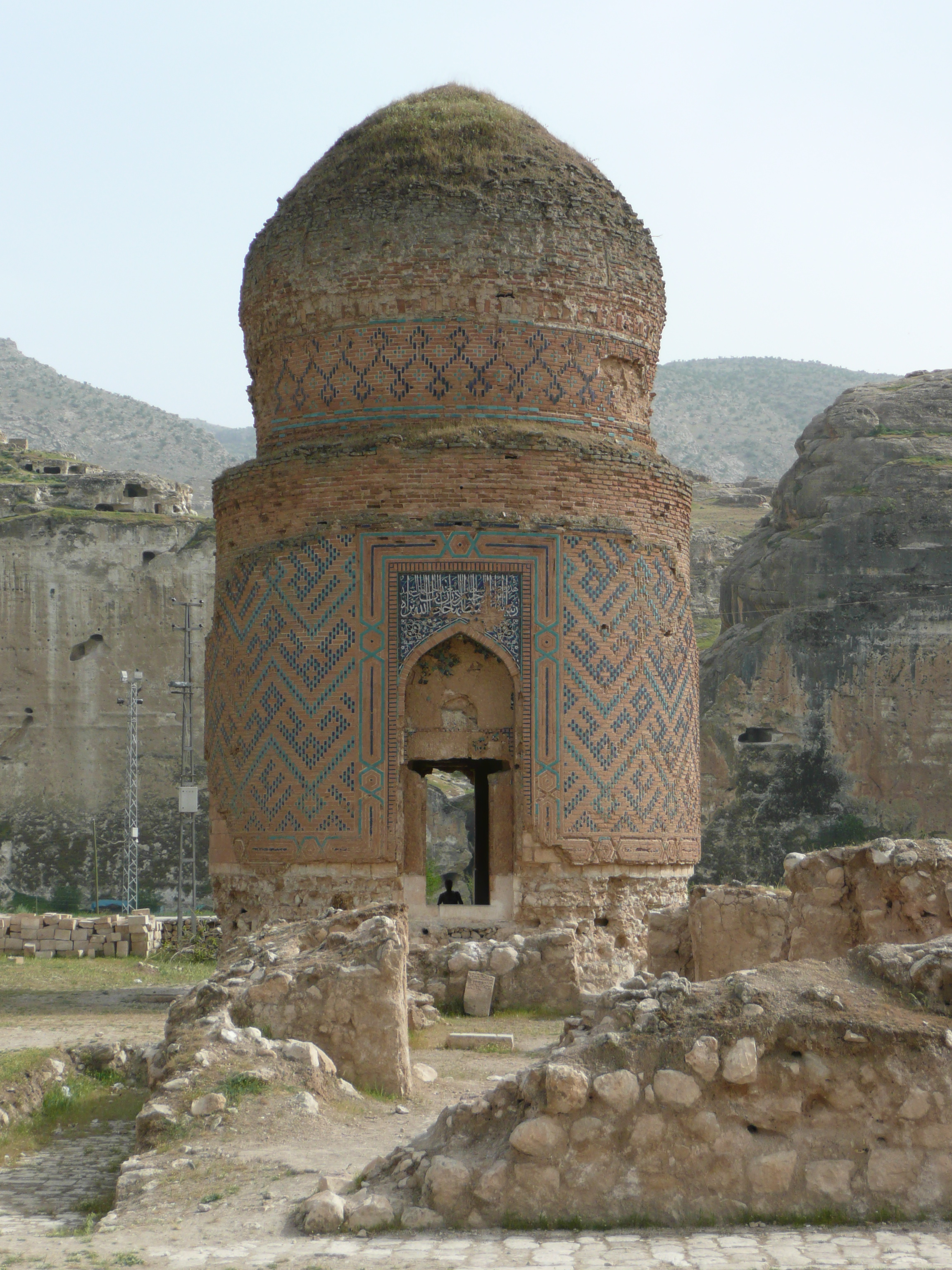
Een ruïne in Hasankeyf in de provincie Batman

Adana · Ankara · Antalya · Aydın · Balıkesir · Bursa · Denizli · Diyarbakır · Gaziantep · Kayseri · Mersin · Istanbul · İzmir · İzmit · Konya · Şanlıurfa
Adapazarı · Antiochië (Antakya) · Erzurum · Eskişehir · Kahramanmaraş · Malatya · Manisa · Mardin · Muğla · Altınordu · Samsun · Tekirdağ · Trabzon · Van
Adıyaman · Afyonkarahisar · Ağrı · Akhisar · Aksaray · Alanya · Batman · Bolu · Çanakkale · Ceyhan · Çorlu · Çorum · Darıca · Derince · Düzce · Edirne · Elazığ · Erzincan · Gebze · Giresun · İnegöl · İskenderun · Isparta · Karabük · Karaman · Kırıkkale · Kırşehir · Körfez · Kütahya · Lüleburgaz · Nazilli · Niğde · Osmaniye · Rize · Siirt · Sivas · Tarsus · Tokat · Turgutlu · Uşak · Yalova ·  Zonguldak
- Library of Congress Control Number: n2004114059
- Nationale Bibliotheek van Israël: 987007469734005171
- Virtual International Authority File: 135076225